# فیلیپ شایدمان
فیلیپ شایدمان(به آلمانی: Philipp Scheidemann) (زادهٔ ۲۶ ژوئیه ۱۸۶۵ – درگذشته ۲۹ نوامبر ۱۹۳۹) سیاستمدار عضو حزب سوسیال دموکرات آلمان و صدراعظم جمهوری وایمار بود.

## زندگی
وی در آغاز یک چاپخانه‌دار بود که به نشر روزنامه‌های سوسیالیست روی آورد. شایدمان در ۱۹۰۳ و از سوی حزب سوسیال دموکرات از زلینیگن نامزد نمایندگی رایشستاگ شد و به زودی به یکی از رهبران این حزب بدل شد.
در ۱۹۱۸ او نایب‌رئیس رایشستاگ شد. وی در کابینهٔ ماکس فن بادن به وزارت رسید. با کناره‌گیری ویلهلم دوم در ۱۹۱۸ و استعفای ماکس فن بادن به سود فریدریش ابرت، مطلوب سیاسیون یک سلطنت مشروطه بود؛ ولی با بالاگرفتن جریانانات انقلابی و بیم قدرت گرفتن کمونیسم، شایدمان به طور یک طرفه در بالکن رایشستاگ اعلام جمهوری کرد.
پس از آن شایدمان در دولت موقت خدمت کرد و در جریانان ۱۹۱۹ که به تشکیل جمهوری وایمار انجامید حضور داشت. ابرت نخستین رئیس جمهور آلمان شد و شایدمان هم صدر اعظم او گردید. دولت جدید ائتلافی از سه حزب دموکرات مسیحی، حزب دموکرات آلمان و حزب مرکزی آلمان بود. در پی معاهده ورسای و مخالفت حزب دموکرات با آن شایدمان از صدارت عظمی کناره‌گیری نمود.
شایدمان میان سال‌های ۱۹۲۰ تا ۱۹۲۵ شهردار کاسل بود. با برآمدن نازیسم شایدمان از آلمان تبعید شد و اندکی پس از آغاز جنگ دوم جهانی در کپنهاگ دانمارک درگذشت.